# 喧嘩上等
「喧嘩上等」（けんかじょうとう）は、氣志團の17作目のシングル曲。2014年5月21日に発売された。

## 概要
表題曲は尾野真千子主演、2014年4月期の月9ドラマ『極悪がんぼ』の主題歌となっている。また、MVには尾野が氣志團のマネージャー役で出演し、ジャケット写真で学ランとリーゼント姿も披露している。これは、綾小路翔が「『極悪がんぼ』の世界観を氣志團なりに表現したい」と尾野にオファーしたところ、「喜んで。寧ろ学ランも着たいです」という返答があったからである。また、今シングルのキャッチコピーは「人生とは、悲劇という名の喜劇である」。

## 収録曲
全作詞：綾小路翔
1. 喧嘩上等
作曲：西園寺瞳, 星グランマニエ
2. 友よ
作曲：綾小路翔
3. 喧嘩上等（カラオケver.）
4. 友よ（カラオケver.）